# Salpis inornata
Salpis inornata là một loài bướm đêm trong họ Geometridae.